# Крупнишко късноантично селище
Крупнишкото късноантично селище е археологически обект от късната античност, разположен в симитлийското село Крупник, България.
Късноантичното селище заедно с некропол от средновековието са разкрити в източната част на Крупник. Открити са основи на сгради, водохранилища, отоплителна и канализационна мрежа. В селището са открити монети на император Констанций II (337 – 361). В 1973 година селището е обявено за паметник на културата.